# Воячек, Ростислав
Ростислав Воячек (чеш. Rostislav Vojáček; род. 23 февраля 1949, Křenovice) — чехословацкий футболист, игравший на позиции защитника.

## Клубная карьера
Во время своей военной службы играл за «Дуклы» из Кромержижа и Табора. После войны он присоединился к «Банику» из Остравы в 1970 году. Он оставался там на протяжении всей своей игровой карьеры, за исключением четырех матчей весной 1984 года в аренде за «Зброёвку». Завершил свою карьеру в 1986 году.
Он сыграл 380 матчей в чемпионате в качестве защитника в клубе «Баник», что до сих пор является рекордом клуба. За свою карьеру он забил 27 голов в чемпионате и трижды выигрывал чемпионский титул.

## Международная карьера
Дебют за национальную сборную Чехословакии состоялся 7 апреля 1974 года в товарищеском матче против сборной Бразилии. Был включен в составы на чемпионат Европы 1980 в Италии, где сборная заняла третье место, и на чемпионат мира 1982 в Испании. Всего Ростислав сыграл 40 матчей (в 4 матчах был капитаном сборной) и забил 1 гол.

### Гол за сборную
| Дата           | Место                     | Соперник | Счёт | результат | Турнир                  |
| -------------- | ------------------------- | -------- | ---- | --------- | ----------------------- |
| 29 ноября 1981 | Тегельне поле, Братислава | СССР     | 1-1  | 1-1       | Квалификация на ЧМ 1982 |

## Карьера тренера
В 2000 году возглавлял «Баник» из Остравы. В 2005 тренировал «Опаву».

## Достижения
- Чемпион Чехословакии: 1975/76, 1979/80 и 1980/81